# Beameromyia disfascia
Beameromyia disfascia là một loài ruồi trong họ Asilidae. Beameromyia disfascia được Martin miêu tả năm 1957. Loài này phân bố ở vùng Tân Bắc giới.